# Bundesautobahn 480
Pour les articles homonymes, voir A480 et Autoroute A480.
La Bundesautobahn 480 est une Bundesautobahn dans le Land de Hesse.

## Géographie
L'A 480 mène en deux tronçons depuis la Bundesstraße 277 depuis Wetzlar-Dillfeld, à la jonction d'Aßlar jusqu'au quartier de Wetzlar-Blasbach et depuis Wettenberg jusqu'au Reiskirchener Dreieck. Le tronçon Aßlar–Blasbach fonctionne principalement comme une ligne d'alimentation vers l'échangeur de Wetzlar (A 45).
Entre la sortie de Wettenberg (B 429) et le Gießener Nordkreuz (A 485), elle fait partie du Gießener Ring.

## Histoire
En 1971, le Wetzlarer Kreuz est ouvert à la circulation et relié à la B 277, qui menait alors directement d'Aßlar à Hermannstein. En 1974, la construction de ce qui était alors la B 277a (aujourd'hui la B 277) est poursuivie. De 1975 à 1981, les tronçons entre Wettenberg et le Reiskirchener Dreieck] sont achevés.
Tous les tronçons de l'autoroute comportent quatre voies avec des accotements durs. Semblable à l'A 45 au sud du Gambacher Kreuz, l'A 480 entre Wetzlarer Kreuz et Aßlar présente une section transversale avec un terre-plein central extra-large comme ouvrage préliminaire à une extension ultérieure à six voies, car le projet de l'A 48 prévoyait un trafic important.
Le Wetzlarer Kreuz est le seul carrefour autoroutier d'Allemagne entièrement aménagé selon la forme maltaise.
L'A 480 faisait autrefois partie du projet abandonné de l'A 48. Cette voie de circulation traverse désormais la Bundesstraße 49 qui fut aménagée à cet effet.
La construction de la liaison de 11 km entre le Wetzlarer Kreuz près de Blasbach et le carrefour de Wettenberg était encore prévue depuis de nombreuses années et visait à accueillir le trafic sur le tronçon manquant de l'A 4 entre l'échangeur autoroutier d'Olpe-Süd et le Hattenbacher Dreieck. Ce plan fut classé dans le Plan fédéral d'infrastructure de transport 2003 comme besoin supplémentaire avec un risque écologique élevé identifié et est supprimé sans remplacement dans le Plan fédéral d'infrastructure de transport 2030. Cette voie de circulation part désormais de la jonction Wetzlar-est sur la B 49 et mène via la B 429 jusqu'à la jonction de Wettenberg.
Dans le cadre de la démolition nécessaire de la route surélevée B49 à Wetzlar, une variante de planification possible consiste actuellement à prolonger l'A 480 au-delà de la sortie d'autoroute d'Aßlar d'environ 2,5 kilomètres au sud-ouest jusqu'au tracé actuel de la B49 entre Dalheim et Oberbiel ; la B 49 ne devrait plus circuler sur une route surélevée traversant le centre-ville de Wetzlar comme auparavant. Cette variante est également souhaitée par les élus locaux.